# (4635) Rimbaud
(4635) Rimbaud (1988 BJ1) – planetoida z pasa głównego asteroid okrążająca Słońce w ciągu 3,89 lat w średniej odległości 2,47 j.a. Odkryta 21 stycznia 1988 roku.